# Goldcrest Point
Der Goldcrest Point (englisch für Golkamm-Spitze) ist eine Landspitze, die den nordwestlichen Ausläufer von Bird Island vor dem nordwestlichen Ende Südgeorgiens im Südatlantik bildet. Sie liegt auf der Ostseite der Stewart Strait.
Wissenschaftler der britischen Discovery Investigations kartierten sie zwischen 1926 und 1930. Der South Georgia Survey wiederholte dies zwischen 1951 und 1957. Das UK Antarctic Place-Names Committee benannte die Landspitze 1963 nach dem auffälligen Körpermerkmal der Goldschopfpinguine (lateinisch Eudyptes chrysolophus), welche diese Landspitze besiedeln.